# Deng Shichang
Deng Sichang (cinese: 鄧世昌; Longdaowei, 4 ottobre 1849 – Battaglia del fiume Yalu, 17 settembre 1894) è stato un ammiraglio cinese, comandante 1ª Divisione incrociatori del Flotta del Pei-yang durante la Prima guerra sino-giapponese, per il coraggio dimostrato durante la Battaglia del fiume Yalu fu insignito postumo dei titoli di Zhuangjie (letteralmente "coraggioso e casto") e taizi shaobao (太子少保; precettore del principe ereditario).

## Biografia
Nacque a Longdaowei, Panyu, provincia del Guangdong, il 4 ottobre 1849, con il cognome originario di "Yongchang" (永昌) che venne successivamente mutato in "Shichang". La sua famiglia era relativamente ricca in quanto si occupava dell'attività di esportazione del tè, e il padre, quando era in giovane età, lo mandò a frequentare una scuola missionaria a Shanghai, dove ricevette un'educazione di tipo occidentale.
Nel 1867 iniziò a frequentare l'Accademia navale (船政學堂) di Mawei, Fujian, facendo parte del primo gruppo di studenti ammesso a frequentare i corsi.  Ottenne il brevetto di ufficiale sette anni dopo, nel 1874, con ottimi voti che impressionarono Shen Baozhen, responsabile della marina del Fujian che lo assegnò alla locale flotta. 
Nominato comandante dell'esploratore Chenhang (琛航) fu poi promosso capitano (guandai, 管帶) ed assunse il comando della cannoniera Haidongyun (海東雲). Quando nel maggio 1874 le truppe cinesi invasero Taiwan, la sua nave fu impegnata nel trasferimento di truppe di rinforzo a Keelung e nelle Pescadores, venendo poi promosso al grado di qianzong (千總).
Nel 1880 fu trasferito alla flotta del Pei-yang ed inviato in Gran Bretagna per accettare e trasferire in patria l'incrociatore protetto Yangwei  di cui divenne primo comandante. Nel 1887 ritornò in Gran Bretagna per accettare e trasferire in Cina l'incrociatore protetto Zhiyuan, di cui fu il primo comandante. Promosso al grado di fujiang (副將) entrò in servizio presso l'amministrazione centrale della flotta del Beiyang, unico tra gli ufficiali di grado elevato ad essere stato istruito e addestrato totalmente in Cina..  Nel 1891 il Viceré dello Zhili, Li Hongzhang, ispezionò la flotta del Pei-yang rimanendo così impressionato da come aveva addestrato i suoi marinai da conferirgli il titolo onorifico di baturu.
Dopo lo scoppio della prima guerra sino-giapponese la flotta del Pei-yang, al comando dell'ammiraglio Ding Ruchang, impegnò battaglia con quella giapponese il 17 settembre 1894. Durante lo scontro egli comandava la 1ª Divisione incrociatori composta da  Zhiyuan (nave ammiraglia), Yangwei e Chaoyong ed attaccò risolutamente la nave da trasporto Saikyo Maru, cui inflisse ingenti danni, ma subì il contrattacco giapponese condotto dalla flottiglia incrociatori dall'ammiraglio Tsuboi Kōzō (Yoshino, Takachiho, Akitsushima, e Naniwa)

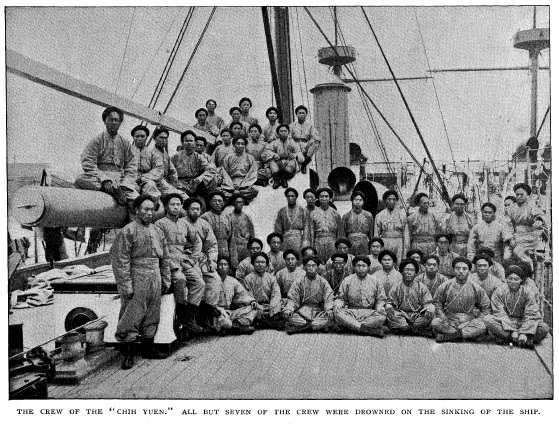
L'equipaggio dell'incrociatore protetto Zhiyuan poco prima dello scoppio della guerra con il Giappone, ca. 1894.

Le navi giapponesi circondarono lo Zhiyuan sparando a ritmo accelerato e mettendo a segno numerosissimi colpi che danneggiarono gravemente la nave aprendo alcuni squarci sulla dritta. Visto quanto stava succedendo egli ordinò al comandante della nave, capitano Teng Shih-chang, di mettere la prora sull'incrociatore giapponese Yoshino nel tentativo di speronarlo, ripetendo la manovra alcune volte nel tentativo di contrastare le contromanovre della nave avversaria.  Centrato da numerosi colpi sparati dal Naniwa e dal  Takachiho, lo  Zhiyuan affondò rapidamente di poppa, dopo una massiccia esplosione a bordo, alle ore 15.30.  Numerosi ufficiali e almeno 245 membri dell'equipaggio perirono in questa fase, mentre egli abbandonò l'incrociatore insieme al suo cane, ma poi rifiutò di essere salvato dai giapponesi perendo annegato.
La decisione di lasciarsi morire ad ogni costo fu fortemente disapprovata dai vertici della flotta del Beiyang, i quali affermarono che, anche se la sua azione era da considerarsi eroica, aveva comunque provocato la perdita non solo dell'incrociatore ma anche del suo capitano. Al fine di scoraggiare tali comportamenti fu emanata la disposizione nota come Costituzione navale sulla punizione del male e dell'incoraggiamento del bene  (海軍懲勸章程), che serviva a perdonare i marinai che avessero perso le proprie navi in battaglia. Il Viceré Li Hongzhang la condivise pienamente, ed ordinò espressamente agli altri comandanti navali di non seguire l'esempio di Deng. La sua morte comunque suscitò una forte ondata nazionalistica in Cina, e l'Imperatore Guangxu dichiarò: In questo giorno, il popolo piange lacrime, ma il vostro atto di coraggio ha risollevato il morale della marina.  Il governo imperiale lo insignì postumo del titolo di "Zhuangjie" (letteralmente "coraggioso e casto") lo nominò taizi shaobao (太子少保; precettore del principe ereditario), e lo onorò come un eroe presso il Santuario della fedeltà (昭忠祠) a Pechino.
Nel 1996 la Zhongguo Renmin Jiefangjun Haijun lo ha onorato intitolandogli una nave scuola-portaelicotteri Type 0891A. Il personaggio di Deng è stato portato sullo schermo da numerosi attori: 
- Li Moran nel film cinese del 1962 Jia Wu Feng Yun (甲午風雲).
- Chen Baoguo nella serie televisiva del 1992 The Beiyang Fleet.
- Lu Yi nel film cinese del 2012 The Sino-Japanese War at Sea 1894.

### Annotazioni
1. ↑  L'attuale distretto di Haizhu, città di Guangzhou, provincia del Guangdong.
2. ↑  Il corso comprendeva cinque anni di studio teorico, e due anni di apprendistato in mare a bordo della nave scuola Jianwei (建威).
3. ↑  In lingua cinese bangdai, 幫帶.
4. ↑  Secondo alcune fonti il Santuario della fedeltà non venne danneggiato dai giapponesi durante la seconda guerra sino-giapponese per il rispetto e l'ammirazione che avevano per Deng.
5. ↑  La madre di Deng ricevette una targa d'oro del peso di 1,5 kg recante la scritta "eccellente educazione di un bambino", mentre la famiglia di Deng ebbe 100.000 talleri d'argento come pensione. Deng ebbe tre figli maschi e due femmine. Il primogenito, Deng Haohong (鄧浩鴻), si spense nel 1947, mentre il secondo, Deng Haoyang (鄧浩洋), morì in giovane età. Il terzo figlio, Deng Haoqian (鄧浩乾), nato dopo la sua morte, servì nella Marina nazionalista cinese spegnendosi a Wuxi nel 1969.

### Fonti
1. ↑  Da Frè 2010, p. 80.
2. ↑  Schmidt 2007, p. 167.
3. ↑  Wright 2000, p. 31.
4. 1 2  Da Frè 2010, p. 85.
5. 1 2 3 4  Da Frè 2010, p. 86.
6. ↑  (EN) Deng Shichang - The First Generation of Modern Naval Officers Trained in China, in history.cultural-china, 13 giugno 2010 (archiviato dall'url originale il 22 marzo 2016).
7. 1 2  Da Frè 2010, p. 94.
8. ↑  Da Frè 2010, p. 92.
9. 1 2 3  Da Frè 2010, p. 96.
10. ↑  Wright 2000, p. 74.
11. ↑  Wright 2000, p. 93.
12. ↑   Type 0891A Shichang class training ship, su haijun360.com. URL consultato il 9 giugno 2016 (archiviato dall'url originale il 14 marzo 2014).

### Periodici
- Giuliano Da Frè, La sconfitta del drago, in Rivista Italiana Difesa, n. 2, Chiavari, Giornalistica Riviera Soc. Coop., febbraio 2010,  pp. 80-97.